# Ої (крейсер)
Ої (Oi, яп. 大井) — легкий крейсер Імперського флоту Японії, який взяв участь у Другій світовій війні.
Корабель, який належав до крейсерів типу «Кума», спорудили у 1921 році на верфі компанії Kawasaki у Кобе.
З 25 серпня по 30 вересня 1941-го Ої пройшов у Сасебо (обернене до Східнокитайського моря узбережжя острова Кюсю) переобладнання у крейсер з підсиленим торпедним озброєнням та отримав 10 чотиритрубних 610-мм торпедних апаратів — по 5 на кожен борт.
20 листопада 1941-го Ої включили до 9-ї дивізії крейсерів, при цьому навіть з початком бойових дій корабель певний час залишався в Японії та провадив навчання у Внутрішньому Японському морі. 21—26 січня 1942-го крейсер разом із 3 есмінцями ескортував з Муцуре до Мако (важлива база ВМФ на Пескадорських островах у південній частині Тайванської протоки) 19 транспортів, які перевозили війська для майбутнього десанту на захід острова Ява. 1—4 лютого Ої здійснив зворотний перехід до Японії, де продовжив тренування. З 23 квітня по 9 травня крейсер пройшов короткочасний доковий ремонт у Куре.
29 травня 1942-го Ої вийшов у море в межах Мідвейсько-Алеутської операції. Разом з іншим легким крейсером «Кітакамі» та 11 есмінцями він охороняв загін адмірала Такасу Сіро, який мав 4 лінкори та повинен був забезпечувати прикриття операцій на Алеутах. Певний час угруповання Сіро рухалось разом із головними силами адмірала Ямамото, а вранці 4 червня відокремилось та попрямувало до визначеного йому району. Оскільки американці не залучили надводні кораблі для протидії висадці японців на заході Алеутського архіпелагу, загін Сіро так і не вступив у бій, а 17 червня прибув до Японії.
У серпні — на початку вересня Ої пройшов певну модернізацію з наданням функції швидкісного транспорту. З корабля зняли чотири торпедні апарати та додали дві десантні баржі «Дайхацу». Також підсилили зенітне озброєння встановленням двох строєних установок 25-мм автоматів. Тим часом 7 серпня 1942-го союзники висадились на сході Соломонових островів, що започаткувало шестимісячну битву за Гуадалканал та змусило японське командування перекидати сюди підкріплення. 12 червня Ої та інший крейсер 9-ї дивізії вийшли з Йокосуки, маючи на борту бійців 4-го батальйону морської піхоти ВМБ Майдзуру. 17 вересня кораблі прибули на атол Трук у центральній частині Каролінських островів (тут ще до війни створили потужну базу японського ВМФ, з якої до лютого 1944-го провадились операції у цілому ряді архіпелагів). 29—31 жовтня Ої пройшов з Труку до Рабаула — головної передової бази в архіпелазі Бісмарка, з якої здійснювались операції на Соломонових островах та сході Нової Гвінеї. Тут він висадив частину прийнятих на борт військ, а 1 листопада був уже на якірній стоянці Шортленд (прикрита групою невеликих островів Шортленд акваторія біля південного завершення острова Бугенвіль, де зазвичай відстоювались бойові кораблі та перевалювались вантажі для подальшого відправлення на схід Соломонових островів), де висадив інших пасажирів. Вивантаживши війська, крейсер одразу попрямував назад та 3 листопада був на Труці.
21 листопада 1942-го 9-ту дивізію розформували і підпорядкували Ої та Кітакамі напряму командуванню флотом. Того ж дня крейсери вирушили з Труку та 26 листопада прибули до Маніли, де прийняли на борт війська. 27 листопада — 3 грудня вони пройши до Рабаула. 4 грудня кораблі вийшли в море та за кілька діб досягли Труку. 19—24 грудня Ої прямував до Куре, де пройшов короткочасний доковий ремонт.
4 січня 1943-го Ої вийшов з Куре, у корейському порту Чінкай зустрівся з «Кітакамі», після чого ці кораблі перейшли 7 січня до іншого корейського порту Пусан. 9 січня вони вийшли звідси разом з двома транспортами як перший ешелон конвою «Хей № 1 Го», проведення якого відбувалось у межах операції «Хей Го», що мала за мету підсилення гарнізонів на північному узбережжі Нової Гвінеї. 14—16 січня загін провів на Палау (важливий транспортний хаб на заході Каролінських островів), а 19 січня прибув до Веваку, який мав стати головною базою на Новій Гвінеї. 20—23 січня загін пройшов назад на Палау, а вже 31 січня був у китайському порту Ціндао. Тут кораблі прийняли на борт війська та 4 лютого вийшли в море як перший ешелон конвою «Хей № 3 Го». 10—17 лютого він перебував на Палау, а 20 лютого прибув до Веваку. Розвантажившись, загін 21 лютого рушив назад на Палау, куди прибув 24 числа.
28 лютого — 3 березня 1943-го Ої та Кітакамі пройшли на Трук. 15 березня ухвалили рішення про їх підпорядкування Флоту південно-західної зони і 20—29 лютого крейсери перейшли до Сурабаї (східна частина острова Ява). 3 квітня Ої та Кітакамі вирушили з військами та припасами на борту до Каймана (південно-західне узбережжя Нової Гвінеї), куди прибули 7 квітня, а 12 числа повернулись до Сурабаї. 19 квітня крейсери вийшли звідси у другий транспортний рейс до Нової Гвінеї, проте спершу 20—24 числа побували в Макассарі (південно-західний півострів острова Целебес), а 27 квітня були біля Каймана. 2 травня загін повернувся у Сурабаю, а 7 травня розпочав третій транспортний рейс. 11 травня крейсери вивантажили частину військ та припасів на острові Амбон, 12 числа розвантажились у Каймана, а вже 15 травня були в Макассарі. 19 травня Ої прийняв війська в Замбоанзі (західне завершення філіппінського острова Мінданао), після чого 24 травня висадив їх у Сурабаї.
Далі Кітакамі більш як рік залишався в Південно-Східній Азії, де відвідав (деякі не по одному разу) Макассар, Балікпапан (центр нафтовидобутку на східному узбережжі острова Борнео), Сурабаю, Сінгапур, Нікобарські острови, Пенанг (на західному узбережжі півострова Малакка), якірну стоянку Лінгга (поблизу Сінгапура), Таракан (ще один центр нафтовидобутку на сході Борнео).
23 червня 1943-го під час перебування в Макассарі Ої та ще 3 легкі крейсери були атаковані ворожими бомбардувальниками, проте зазнали тільки незначних пошкоджень від близьких вибухів.
З 1 липня 1943-го Ої включили до 16-ї дивізії крейсерів.
З 10 по 24 серпня 1943-го крейсер пройшов ремонт у Сінгапурі, а 30 серпня разом з Кітакамі вийшов для доставки підкріплень на Нікобарські острови, де кораблі побували 2—3 вересня, після чого 4 вересня прибули до Пенангу, а потім рушили далі. 20 жовтня Ої та Кітакамі знову були в Пенанзі, де взяли на борт війська та 22 жовтня висадили їх у Порт-Блер (Андаманські острови). 22—25 жовтня кораблі пройшли до Сінгапура. Тут вони знову взяли військовослужбовців і 31 жовтня розвантажились у Порт-Блер, а 2 листопада були вже в Пенанзі.
23—25 січня 1944-го Ої разом зі ще 2 легкими та 1 важким крейсером у супроводі есмінця здійснив рейс для доставки військ до Порт-Блер на Андаманських островах. Після цього Ої разом з важким крейсером пройшов до Сінгапура (а от «Кітакамі» був 27 січня торпедований підводним човном поблизу Пенангу та прибув у Сінгапур пізніше на буксирі в легкого крейсера «Кіну»).
2 лютого 1944-го Ої пройшов з Сінгапура до Пенангу, де прийняв на борт персонал Флоту південно-західної зони та 10 лютого доставив його до Сурабаї. Після цього з 18 по 24 лютого Ої пройшов черговий короткочасний доковий ремонт у Сінгапурі.
27 лютого 1944-го Ої разом зі ще одним легким крейсером та 3 есмінцями вийшов із Сінгапура, щоб ескортувати 3 важкі крейсери, які мали вийти в рейд до Індійського океану для дій на комунікації між Аденом та австралійським Фрімантлом. 1 березня загін пройшов через Зондську протоку між Суматрою та Явою, після чого важкі крейсери попрямували у відкритий океан. Ескорт повернувся до Індонезії, зокрема легкі крейсери прибули 3 березня до Батавії. 6 березня вони вийшли звідси та прибули в район протоки Ломбок (веде до Індійського океану на схід від Яви). Тут їх виявив американський підводний човен, що дало командуванню союзників підстави припустити, що якісь японські кораблі вийшли для дій у океані (прохід загону 1 березня через Зондську протоку виявився непоміченим союзниками). Як наслідок, за кілька днів видали наказ усім суднам у районі можливого японського рейду змістити маршрути на південь та захід, так що в підсумку важким крейсерам вдалось потопити лише один транспорт. 15 березня Ої разом зі ще 1 легким крейсером та 5 есмінцями зустріли та провели важкі крейсери через Зондську протоку, після чого загін прибув до Батавії.
2 квітня 1944-го Ої разом зі ще одним легким крейсером та одним важким крейсером під охороною 3 есмінців вийшли з Сінгапура для перевезення боєприпасів. 4 квітня вони прибули до Балікпапану, звідки вирушили наступної доби — один легкий крейсер до Давао (на південному узбережжі філіппінського острова Мінданао), а Ої та важкий крейсер до Таракану. 10 квітня вони попрямували назад та 14 числа були вже у Сінгапурі.
15 квітня 1944-го Ої, важкий крейсер та есмінець вирушили з Сінгапура до Пенангу, куди вони доставили торпеди для 8-ї ескадри підводних човнів, яка діяла в Індійському океані. У Пенанзі вони прийняли на борт персонал однієї з авіагруп ВМФ та припаси і 18—19 квітня повернулись до Сінгапуру. Тут вони завантажили персонал і припаси іншої авіагрупи ВМФ і одразу рушили для їх доставки до Давао. 23 квітня під час проходження Макассарською протокою есмінець супроводу підірвався на міні, виставленій ворожою авіацією, та в підсумку затонув, а Ої взяв участь у порятунку вцілілих моряків. 27—28 квітня крейсери розвантажились у Давао, після чого відбули до Таракану.
14 травня 1944-го Ої разом з важким крейсером та під охороною іншого есмінця вирушив з Таракану до Палау, куди загін прибув 17 травня. 19 травня кораблі рушили у транспортний рейс до Соронгу (північно-західне завершення Нової Гвінеї), а 22 числа повернулись на Палау. 23 травня загін вийшов у другий рейс до Соронгу, проте цього разу після розвантаження пройшов до Таркану, де був уже 27 травня. 30 травня — 1 червня Ої прямував до Сурабаї.
На початку липня 1944-го Ої перейшов з Сурабаї до Маніли, звідки 18 липня рушив у супроводі одного есмінця до Сінгапуру. Вранці 19 липня в районі за шість сотень кілометрів на захід від виходу з Манільської бухти кораблі перестрів американський підводний човен USS Flasher, який екстрено занурився та зайняв положення для атаки. Коли Ої опинився на дистанції менш як 1,5 км, з субмарини дали залп із чотирьох торпед, дві з яких влучили у крейсер. Одна не здетонувала, а от друга спрацювала й уразила корабель у районі машинного відділення. За дві години після першої атаки з USS Flasher дали по Ої другий залп із чотирьох торпед з дистанції понад 3 км, проте всі вони пройшли повз ціль. Командир підводного човна розраховував повторити атаку, але витратив значний час на тихе перезаряджання в умовах полювання на них зі сторони есмінця супроводу. Втім, дещо більше ніж за 6 годин після ураження Ої затонув. Есмінець «Сікінамі» підібрав 369 членів екіпажу, проте 153 моряки загинули.